# Closterium kuetzingii
Closterium kuetzingii là một loài Song tinh tảo trong họ Desmidiaceae, thuộc chi Closterium.